# Baltic Sea Library
Die Baltic Sea Library (auch Virtuelle Ostseebibliothek) ist eine Online-Bibliothek mit open-source-Charakter. Sie wird vom Verein Forum Mare Balticum e. V. gepflegt. Darin finden sich literarische und essayistische Texte aus den Ostseeanrainerstaaten, die in bis zu 14 Sprachen in Übersetzung verfügbar sind. Das Querübersetzen der Texte in die verschiedenen im Ostseeraum gesprochenen Sprachen dient der Herstellung eines gemeinsamen kulturellen Nenners und der Schaffung einer umfassenden Grundlage für eine transnationale Literaturgeschichte des Ostseeraums.

## Gründung und Verantwortliche
Die Idee zur Gründung einer transnationalen Ostseebibliothek kam dem Mitbegründer und Herausgeber Klaus-Jürgen Liedtke bereits 1992 bei einer Ostsee-Kreuzfahrt von 400 Autorinnen und Autoren und den sich anschließenden jährlichen Treffen in Visby auf Gotland. Im Herbst 2008 fand eine Gründungsversammlung der beteiligten Redakteure im Internationalen Schriftsteller- und Übersetzerhaus Ventspils, Lettland, statt, bei der die Grundsätze für die Auswahl der Inhalte diskutiert wurden. Anfang 2010 folgte dann der Start der virtuellen Ostseebibliothek auf der sich Texte aus allen Anrainerstaaten der Ostsee finden, etwa von Astrid Lindgren, Johannes Bobrowski oder Tomas Tranströmer. Diese sind sowohl alphabetisch nach Verfassern als auch systematisch nach geographischer Herkunft geordnet. Die Online-Bibliothek ist seit ihrer Gründung ein „work in progress“. Kontinuierlich werden Texte und neue Übersetzungen hinzugefügt. Gemeinsam ist den Texten aus verschiedenen Genres, wie Prosa, Lyrik, Essay, das Ostseeische („balticness“), als einziges von der Gründungsversammlung festgelegtes Kriterium. Alle in der Ostseebibliothek erschienenen Texte weisen eine „baltische Identität“, d. h. eine Verbindung zur Ostseeregion in all ihren Verzweigungen auf, von altisländischen Sagas bis nach Karelien.
Ein besonderer Aspekt der Bibliothek ist ihr open-source-Charakter, die Ostseebibliothek ist frei abrufbar.
Eine Konferenz zum Thema „Kulturelle Vielfalt, Sprache und digitale Inhalte“ fand vom 5. bis 7. April 2011 in der Landesvertretung Schleswig-Holstein in Berlin statt. Sie zielte – wie die gesamte digitale Plattform – darauf ab, die Wahrnehmung einer gemeinsamen kulturellen Identität im Ostseeraum zu fördern und eine umfassende Grundlage für eine transnationale Literaturgeschichte des Ostseeraums zu schaffen.

## Auszeichnungen und Projekte
2011 erhielt die Baltic Sea Library das "ARS BALTICA Logo", ein Qualitätssiegel, das vom ARS BALTICA Network vergeben wird um besonders gelungene transnationale Kultur- und Kunstprojekte im Ostseeraum zu würdigen und zu unterstützen.
Im Dezember 2020 (mit Laufzeit bis November 2021) startete die Baltic Sea Library ihr Projekt Nordstream 3. Ermöglicht wird es durch den Deutschen Übersetzerfonds aus Mitteln des Programms Neustart-Kultur der Bundesbeauftragten für Kultur und Medien. In diesem Rahmen findet eine umfassende Erweiterung des Bestands der Ostseebibliothek um essayistische Texte um und aus dem Ostseeraum von 1990 bis heute statt. Ziel ist es, qua Übersetzung der Frage nachzugehen, ob es allen historischen Verwerfungen zum Trotz eine gemeinsame Identität in der Ostseeregion geben kann? Hierbei soll der Blick insbesondere auf die Grenzregionen und Peripherien des nordöstlichen Europas gerichtet werden – Lappland, Karelien, Ingermanland, Setumaa, Lettgallen, den Suwalki-Zipfel, Masuren, die Kaschubei, das historische Livland – deren Kulturen immer wieder zerrieben zu werden drohten.

## Sprachen
Die in der Baltic Sea Library veröffentlichten Texte können in bis zu 14 Sprachen abgerufen werden: Dänisch, Deutsch, Englisch, Estnisch, Finnisch, Isländisch, Lateinisch, Lettisch, Litauisch, Norwegisch, Polnisch, Russisch, Samisch und Schwedisch.

## Publikationen
- Klaus-Jürgen Liedtke: Die Ostsee. Berichte und Geschichten aus 2000 Jahren. Galiani, Berlin 2018.